# Euhesma
Euhesma är ett släkte av bin. Euhesma ingår i familjen korttungebin.

## Bildgalleri

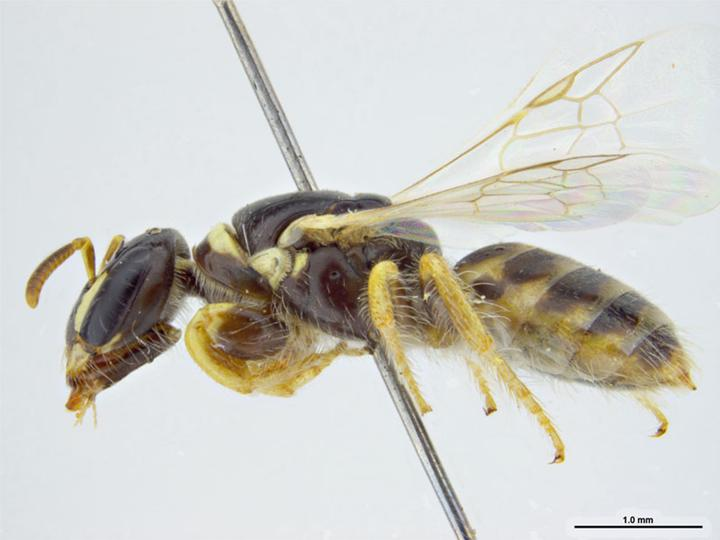
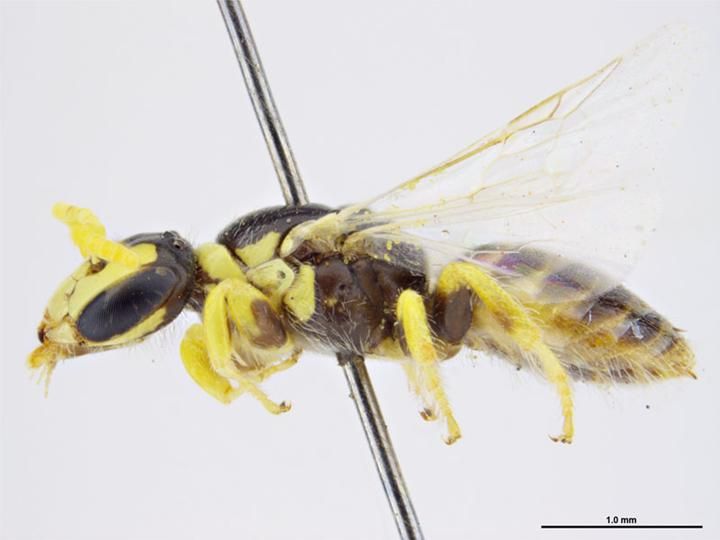
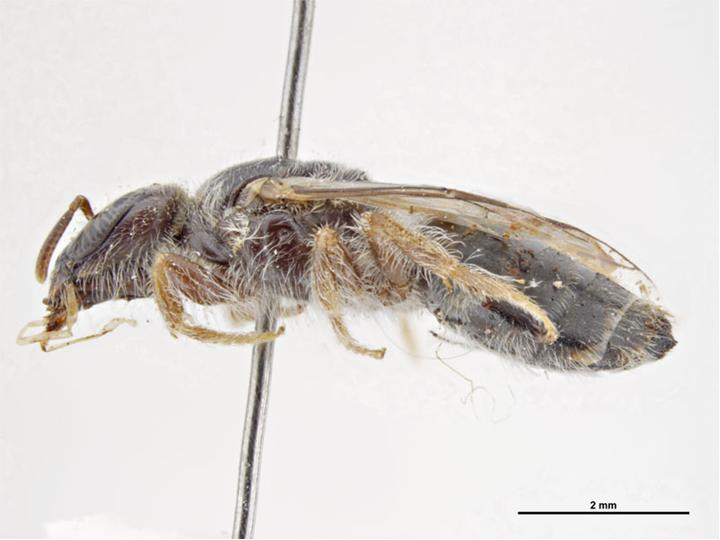
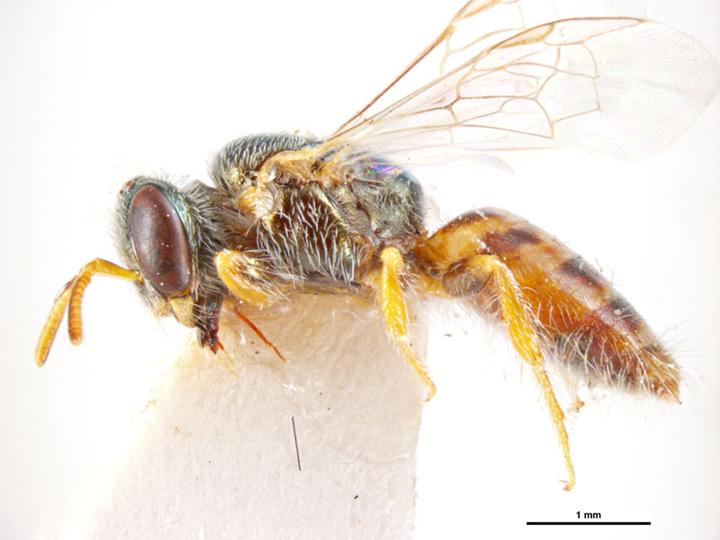
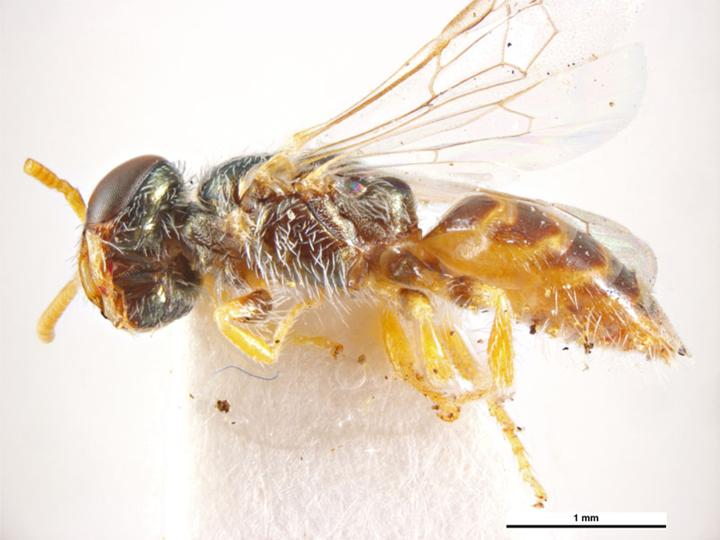
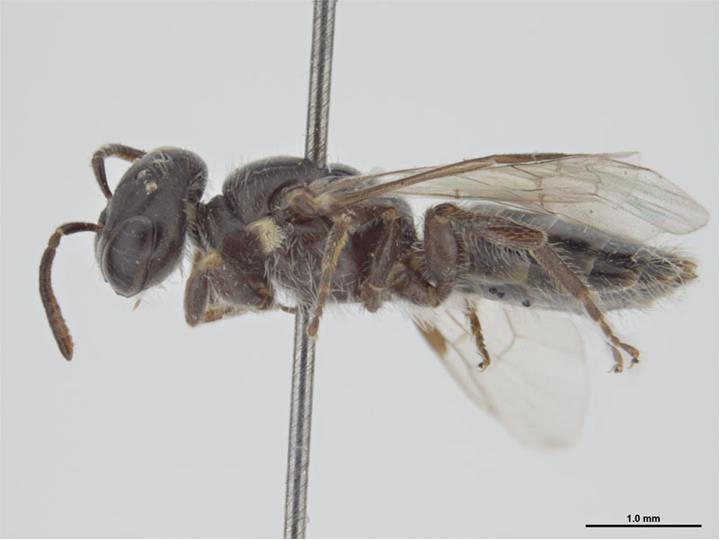

## Dottertaxa tillEuhesma, i alfabetisk ordning[1]
- Euhesma acantha
- Euhesma alicia
- Euhesma allunga
- Euhesma altitudinis
- Euhesma anthracocephala
- Euhesma atra
- Euhesma aurata
- Euhesma aureophila
- Euhesma australis
- Euhesma balladonia
- Euhesma banksia
- Euhesma bronzus
- Euhesma catanii
- Euhesma collaris
- Euhesma coppinensis
- Euhesma crabronica
- Euhesma cuneifolia
- Euhesma dolichocephala
- Euhesma dongara
- Euhesma endeavouricola
- Euhesma evansi
- Euhesma fasciatella
- Euhesma filicis
- Euhesma flavocuneata
- Euhesma goodeniae
- Euhesma granitica
- Euhesma halictina
- Euhesma hemichlora
- Euhesma hemixantha
- Euhesma hyphesmoides
- Euhesma inconspicua
- Euhesma latissima
- Euhesma leonora
- Euhesma lobata
- Euhesma loorea
- Euhesma lucida
- Euhesma lutea
- Euhesma macrayae
- Euhesma maculifera
- Euhesma malaris
- Euhesma maura
- Euhesma meeka
- Euhesma melanosoma
- Euhesma morrisoni
- Euhesma nalbarra
- Euhesma neglectula
- Euhesma newmanensis
- Euhesma nitidifrons
- Euhesma nubifera
- Euhesma palpalis
- Euhesma pantoni
- Euhesma perditiformis
- Euhesma perkinsi
- Euhesma pernana
- Euhesma platyrhina
- Euhesma rainbowi
- Euhesma ricae
- Euhesma ridens
- Euhesma rufiventris
- Euhesma scoparia
- Euhesma semaphore
- Euhesma serrata
- Euhesma spinola
- Euhesma sturtiensis
- Euhesma subinconspicua
- Euhesma sulcata
- Euhesma sybilae
- Euhesma symmetra
- Euhesma tarsata
- Euhesma tasmanica
- Euhesma thala
- Euhesma tuberculata
- Euhesma tuberculipes
- Euhesma tubulifera
- Euhesma undeneya
- Euhesma undulata
- Euhesma wahlenbergiae
- Euhesma walkeri
- Euhesma walkeriana
- Euhesma wiluna
- Euhesma viridescens
- Euhesma wowine
- Euhesma xana
- Euhesma yeatsi
- Euhesma yellowdinensis